# Korjakski Sapowednik
Der Korjakski Sapowednik (russisch Государственный природный заповедник «Корякский») ist ein Naturreservat im Autonomen Kreis der Tschuktschen in Russland. Vorrangiges Schutzziel ist der Erhalt der Küstenökosysteme des Beringmeers.

## Beschreibung
Der Korjakski Sapowednik wurde 1995 auf Beschluss der Regierung der Russischen Föderation und mit aktiver Unterstützung des World Wide Fund For Nature (WWF) im dünnbesiedelten Norden der Halbinsel Kamtschatka gegründet. Seine Kernzone nimmt eine Fläche von 3271,56 km² ein. Hinzu kommt eine doppelt so große Pufferzone. Das Naturreservat besteht aus drei getrennten Teilen – dem Feuchtgebiet Parapolski Dol, dem Kap Gowen und der Lawrowbucht.
Parapolski Dol ist ein ausgedehntes sumpfiges Tiefland zwischen dem Penschinagebirge im Nordwesten und dem Wetweigebirge, einem Teil des Korjakengebirges, im Südosten. Hier mäandert der Fluss Kujul, in dessen Niederung sich etwa 10.000 Seen und Teiche befinden, deren größter der Tapowskoje-See ist. Im Juni ist das Gebiet gewöhnlich überschwemmt, im Herbst und Winter führen die Flüsse dagegen wenig Wasser. Aufgrund der großen Anzahl an Sümpfen sind die Böden torfig und mit niedrigen Büschen bedeckt. Parapolski Dol ist ein Feuchtgebiet von internationaler Bedeutung (Ramsar-Gebiet) 693 und als Durchzugs-, Brut- und Mausergebiet für eine große Anzahl verschiedener Wasservogelarten sehr wichtig.
Kap Gowen ist die Spitze der etwa 80 km langen Gowen-Halbinsel, die vom Pylginski-Gebirge durchzogen wird, einem weiteren Teil des Korjakengebirges. Sie trennt die Korfbucht im Westen von der Oljutorskibucht im Osten. Die Kernzone des Reservats umfasst hier auch 830 km² des angrenzenden Meeresgebiets. Dieser Teil des Naturreservats ist – wie auch die Lawrowbucht – von steilen Klippen, scharfen Graten und spitzen Gipfeln geprägt. Hier gibt es Vogelfelsen und Robbenkolonien. Thermalquellen an der Lagune Tiktikun in der Pufferzone der Gowen-Halbinsel weisen eine Temperatur von 36 bis 37 °C auf.
Der Korjakski Sapowednik befindet sich in der asiatischen Permafrostzone. Es herrscht ein mäßig kontinentales Klima, das von langen kalten Wintern und kurzen kühlen Sommern geprägt ist. Ganzjährig wehen starke Winde. Die Durchschnittstemperatur im Februar, dem kältesten Monat, beträgt −18 C°. In klaren Nächten kann es bis zu −55 C° kalt sein. Der wärmste Monat ist der Juli mit durchschnittlich 12 °C.

## Flora und Fauna
Die Vegetation ist typisch für die Waldtundra am Beringmeer und mit 511 Arten von Gefäßpflanzen relativ artenarm. Entlang der Flusstäler erstrecken sich Wälder und an den feuchteren Standorten Seggenpolster. Darüber befinden sich ein subalpiner Gürtel aus Zwergsträuchern und in den Hochlagen alpine Tundra. Einige der im Sapowednik vorkommenden Arten stehen auf Russlands Roter Liste gefährdeter Arten wie der Rosenwurz und Drummonds Windröschen (Anemone drummondii).
Im Korjakski Sapowednik kommen 142 Vogelarten vor. Im Sommer versammeln sich bis zu 700.000 Wasservögel im Parapolski Dol. Die Vogelschutzorganisation Birdlife International weist das Gebiet als Important Bird Area RU3099 aus und nennt die Waldsaatgans, die Blässgans, die Zwerggans, die Eisente, die Reiherente, die Bergente, die Löffelente, die Pfeifente, die Spießente und die Krickente. Auf den Felsen der Gowen-Halbinsel gibt es 30 Brutkolonien von Meeresvögeln. Zu den geschützten Arten oder Unterarten gehören die Zwerggans, die Schwarzbäuchige Ringelgans, der Kurzschnabelalk, die Aleutenseeschwalbe (Onychoprion aleuticus), der Isabellbrachvogel (Numenius madagascariensis), der Seeadler, der Wanderfalke und der Gerfalke.
Bekannt ist das Naturreservat für seine große Population des Kamtschatka-Braunbären, der neben den nordamerikanischen Unterarten zu den größten zählt und bis zu 600 kg wiegen kann. Wölfe sind, da sie in der Vergangenheit stark dezimiert wurden, immer noch selten. Dagegen sind Rot- und Polarfüchse häufig. Das Schneeschaf kommt im Korjakengebirge mit einer eigenen endemischen Unterart vor. Insgesamt sind die Säugetiere mit 55 Arten und Unterarten im Reservat vertreten, 19 davon sind Meeresbewohner. Auf Russlands Roter Liste gefährdeter Arten stehen der Stellersche Seelöwe, der Eisbär, der Grönlandwal, der Finnwal, der Grauwal, der Gewöhnliche Schweinswal und der Cuvier-Schnabelwal.

## Tourismus
Der Tourismus spielt im Korjakski Sapowednik bislang eine untergeordnete Rolle. Es gibt keinerlei Infrastruktur. Für das Betreten des Naturreservats benötigen Besucher eine Genehmigung, die in der Verwaltung des Sapowedniks in Tilitschiki beantragt werden kann. Dort gibt es auch eine Ausstellung zur Flora und Fauna des Reservats. Im Gebiet selbst gibt es keine Gästeunterkünfte und meist auch kein Mobilfunknetz. Das Zelten ist aber im gesamten Gebiet erlaubt. Einige Veranstalter bieten Bootsfahrten zu den Thermalquellen oder in die Lawrowbucht sowie Raftingtouren auf dem Kujul an.